# Polk City (Iowa)
Pour les articles homonymes, voir Polk City.
Polk City est une ville du comté de Polk, en Iowa, aux États-Unis. Elle est fondée en 1846 et incorporée le 13 mars 1875.

## Source de la traduction
- (en) Cet article est partiellement ou en totalité issu de l’article de Wikipédia en anglais intitulé « Polk City, Iowa » (voir la liste des auteurs).